# Laparotomie

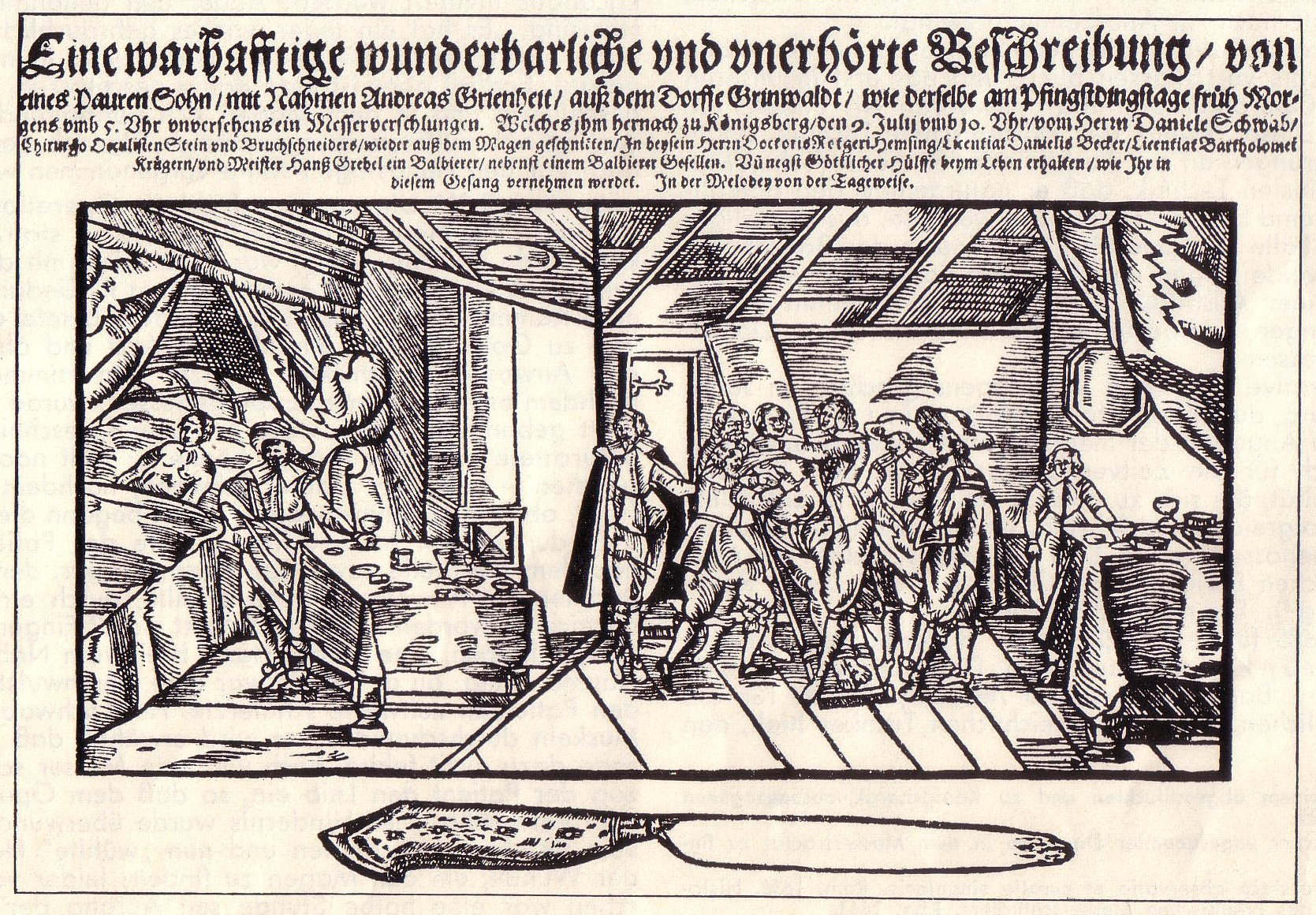
Laparotomie und Nachsorge (1635)

Laparotomie bezeichnet das chirurgische Eröffnen der Bauchhöhle zur Durchführung eines abdominal-chirurgischen Eingriffs an den inneren Organen zur Therapie oder (als Probelaparotomie oder Explorativlaparotomie) zur Diagnostik. Die Bauchdecke wird durch einen Bauchdeckenschnitt entlang der Linea alba geöffnet. Die laparoskopische Chirurgie hat diesen Zugang sehr viel seltener gemacht.
Die weltweit erste Laparotomie mit Gastrotomie gelang Daniel Schwabe 1635 in Königsberg i. Pr.
Zu den dinglichen Indikationen für Laparotomien können gehören:
- angeborene Atresien im Bereich des Magen-Darm-Kanals und der Gallenwege
- Pylorospasmus
- Lageveränderungen von Organen (etwa Nabelschnurbruch, Volvulus des Magens, arterio-mesenterialer Duodenalverschluss, Stieldrehung einer Ovarialzyste, Hernien)
- Invagination
- Ileus (Darmverschluss)
- Wurmkonvolute
- Traumen, insbesondere perforierende Verletzungen, Verletzungen von Milz und Leber, Prolaps, Pankreasverletzungen, Rupturen der Harnblase (Blasenrupturen)
- verschluckte Fremdkörper
- selten Vergiftungen
- akute Ulkus-Blutung, Fistula gastrocolica
- subphrenische (unterhalb des Zwerchfells gelegene) Abszesse, insbesondere bei akuter Appendizitis und Douglas-Abszess
- geplatzte Extrauteringravidität
- Perforationen der Gebärmutter
- Pneumokokken-Peritonitis
- entzündliche Erkrankungen wie Cholezystitis, auch Choledochus-Verschluss und hepatozellulärer Ikterus, nur noch selten die akute Pankreasnekrose
- evtl. Meckelsches Divertikel